# Oztira kroombit
Espèce
Oztira kroombit est une espèce d'araignées aranéomorphes de la famille des Amaurobiidae.

## Distribution
Cette espèce est endémique du Queensland en Australie. Elle se rencontre sur le Kroombit Tops.

## Description
Le mâle holotype mesure 3,40 mm et la femelle paratype 3,84 mm.

## Étymologie
Son nom d'espèce lui a été donné en référence au lieu de sa découverte, Kroombit Tops.

## Publication originale
- Milledge, 2011 : A Revision of Storenosoma Hogg and Description of a New Genus, Oztira (Araneae: Amaurobiidae). Records of the Australian Museum, vol. 63, p. 1-32 (texte intégral).